# Besarion Dzjughasjvili
Besarion (Beso) Dzjughasjvili (georgiska: ბესარიონ ჯუღაშვილი, ryska: Виссарио́н (Бесо́) Ива́нович Джугашви́ли, Vissarión (Besó) Ivánovitj Dzjugasjvíli), född 1849 eller 1850, död okänt år, var Josef Stalins far.
Hans efternamn betyder son av Dzjuga, som antingen kommer från det ossetiska Dzjuga (som betyder "herde"), eller det gamla georgiska dzjogi, "stål". Dzjughasjvili var son till en bonde i tjänst hos en furste. Själv arbetade han som skomakare och bodde i den georgiska staden Gori, där han den 30 maj 1872 gifte han sig med Ketevan Geladze. Han var flerspråkig då han utöver sitt modersmål georgiska även talade ryska, turkiska och armeniska. Deras två första barn, Micheil och Giorgi, dog späda. Besarion utvecklade snart svåra alkoholproblem. Stalins franska levnadstecknare, Souvarine, spekulerade i att Stalins fosterskador, framför allt två sammanväxta tår, berodde på faderns alkoholism.
Det finns olika uppgifter om hur länge Besarion levde. I en Stalin-biografi sägs att hann dog den 25 augusti 1909 på Michailovskisjukhuset i Tbilisi i sviterna av tuberkulos, kolit och lunginflammation oan begravdes i Telavi i Georgien.  En annan biografi säger att han dog redan 1890.